# Gözecik (Sincan), Divriği
Gözecik (Sincan) là một xã thuộc huyện Divriği, tỉnh Sivas, Thổ Nhĩ Kỳ. Dân số thời điểm năm 2011 là 33 người.